# Wielki Konopat
Wielki Konopat – wieś w Polsce położona w województwie kujawsko-pomorskim, w powiecie świeckim, w gminie Świecie.
W latach 1975–1998 miejscowość administracyjnie należała do województwa bydgoskiego. Według Narodowego Spisu Powszechnego (III 2011 r.) liczyła 50 mieszkańców. Jest najmniejszą miejscowością gminy Świecie.